# Новоселівка (Горлівський район)
Новосе́лівка — село Єнакієвської міської громади Горлівського району Донецької області, Україна. Населення становить 163 осіб.

## Географія
Відстань до райцентру становить близько 13 км і проходить автошляхом місцевого значення. В селі знаходиться залізнична станція Воля.

## Населення
За даними перепису 2001 року населення села становило 163 особи, із них 19,02% зазначили рідною мову українську, 80,37% — російську